# Provost No 52
Le district municipal de Provost No  52 (anglais : Municipal District (M.D.) of Provost No. 52) est un district municipal de 2,288 habitants en 2011, situé dans la province d'Alberta, au Canada.

## Communautés et localités
Bourgs
- Provost

Villages
- Amisk
- Czar
- Hughenden

Hameaux
- Bodo
- Cadogan
- Hayter
- Metiskow

Localités
- Airways
- Battle Ridge
- Buffalo View
- Cairns
- Cousins
- Craigmillar
- Green Glade
- Kessler
- Lakesend
- Neutral Hills
- Nilrem
- Rosenheim
- Rosyth

## Démographie
| 2011  | 2016  |
| ----- | ----- |
| 2 288 | 2 205 |

## Sites
- Réserve écologique de Wainwright Dunes